# Pisoniano
Pisoniano là một đô thị ở tỉnh Roma trong vùng Latium thuộc Ý, có cự ly khoảng 40 km về phía đông của Roma. Tại thời điểm ngày 31 tháng 12 năm 2004, đô thị này có dân số 741 người và diện tích là 13,2 km².
Pisoniano giáp các đô thị: Bellegra, Capranica Prenestina, Cerreto Laziale, Ciciliano, Gerano, San Vito Romano.